# Ágnes Lakatos
Ágnes Lakatos (* 30. September 1962 in Kalocsa) ist eine ungarische Jazzsängerin, die auch als Hochschullehrerin für Jazzgesang tätig ist.

## Leben und Wirken
Lakatos wuchs in einer musikalischen Familie auf; ihre Mutter war Gesangslehrerin und Chorleiterin. Ab dem Alter von sechs Jahren sang sie ein Jahrzehnt lang Volksmusik, erhielt klassischen Klavierunterricht und für kurze Zeit auch eine klassische Gesangsausbildung. Sie besuchte das Szent-István-Gymnasium in Kalocsa und beschäftigte sich ab 1988 mit Jazz. Sie absolvierte eine Ausbildung an der Franz-Liszt-Musikakademie in Budapest und schloss mit dem Diplom im Jazzbereich ab.
Lakatos begann bereits als Schülerin in der Blue Train Band zu singen, um dann in der Dr Jazz Gospel Band mitzuwirken, die sich auf Dixieland Jazz spezialisierte und  viele Konzerte im Ausland gab. Sie wechselte dann zum Modern Jazz und ist Sängerin in verschiedenen ungarischen Jazz-Formationen, mit denen sie in Deutschland, Italien, Österreich oder Tschechien aufgetreten ist. 
Daneben arbeitet Lakatos seit 1988 als Dozentin für Jazz-Gesang am Ferenc-Erkel-Gymnasium sowie seit 2004 an der Franz-Liszt-Musikakademie. 2019 promovierte sie über den Wandel der Intonations- und Stimmbildungsmerkmale des Jazzgesangs.
Der Fagottist György Lakatos ist ihr Bruder, der Bassist Tibor Csuhaj-Barna ihr Mann.

## Diskographische Hinweise
- Lakatos Ágnes és triója: Covered by Frost (BMM 2000, mit Dániel Szabó, Tibor Csuhaj-Barna, Zsolt Sárvári Kovács)
- East Side Jazz Company: Fata Morgana (BMM 2005, mit István Elek, György Mihály, Miklós Lukács, Tibor Csuhaj-Barna, György Jeszenszky)
- Jazz Voices: Voice-Sing (BMM 2006)
- Voice and Bass (BMM 2008, mit Tibor Csuhaj-Barna)
- Lakatos Ágnes Special Zone: I’m Just Singing a Song (Hunnia Records 2021, mit Máté Pozsár, Tibor Csuhaj-Barna)
- Ágnes Lakatos, Kálmán Oláh: Soaring (Hunnia Records 2022)